# GREM1
GREM1 (англ. Gremlin 1, DAN family BMP antagonist) – білок, який кодується однойменним геном, розташованим у людей на 15-й хромосомі. Довжина поліпептидного ланцюга білка становить 184 амінокислот, а молекулярна маса — 20 697.
| 10         |  | 20         |  | 30         |  | 40         |  | 50         |
| ---------- |  | ---------- |  | ---------- |  | ---------- |  | ---------- |
| MSRTAYTVGA |  | LLLLLGTLLP |  | AAEGKKKGSQ |  | GAIPPPDKAQ |  | HNDSEQTQSP |
| QQPGSRNRGR |  | GQGRGTAMPG |  | EEVLESSQEA |  | LHVTERKYLK |  | RDWCKTQPLK |
| QTIHEEGCNS |  | RTIINRFCYG |  | QCNSFYIPRH |  | IRKEEGSFQS |  | CSFCKPKKFT |
| TMMVTLNCPE |  | LQPPTKKKRV |  | TRVKQCRCIS |  | IDLD       |  |            |

A: Аланін

C: Цистеїн

D: Аспарагінова кислота

E: Глутамінова кислота

F: Фенілаланін

G: Гліцин

H: Гістидин

I: Ізолейцин

K: Лізин

L: Лейцин

M: Метіонін

N: Аспарагін

P: Пролін

Q: Глутамін

R: Аргінін

S: Серин

T: Треонін

V: Валін

W: Триптофан

Кодований геном білок за функцією належить до цитокінів. 
Задіяний у такому біологічному процесі, як альтернативний сплайсинг. 
Секретований назовні.